# اندماج الديوتيريوم

رسم يوضح تفاعل الديوتيريوم مع بروتون لإنتاج هيليوم-3 وشعاع جاما.

اندماج الديوتيريوم ، المعروف أيضًا باسم احتراق الديوتيريوم ، هو تفاعل اندماج نووي يحدث في النجوم وبعض الأجسام تحت النجمية، حيث تتحد نواة الديوتيريوم والبروتون لتشكيل نواة الهليوم -3 . تحدث كمرحلة ثانية من تفاعل البروتون-البروتون المتسلسل، حيث تندمج نواة الديوتيريوم المتكونة من بروتونين مع بروتون آخر، ولكن يمكن أيضًا أن تنطلق من الديوتيريوم البدائي الموجود في الكون.

## في النجوم الناشئة
الديوتيريوم هو أسهل نواة اندماج متاحة للنجوم الأولية التي لا زالت في مرحة تجميع مكوناتها. ويمكن أن يستمر الاندماج في مركز النجوم الأولية عندما تتجاوز درجات الحرارة 10 مليون
كلفن  . معدل التفاعل حساس لدرجة الحرارة لدرجة أن درجة الحرارة لا ترتفع كثيرًا عن هذا. تعمل الطاقة الناتجة عن الاندماج على تحريك الحمل الحراري في النجم، والذي يحمل الحرارة المتولدة من المركز إلى السطح.
يتناسب معدل توليد الطاقة مع (تركيز الديوتيريوم) × (الكثافة) × (درجة الحرارة) 11.8 . إذا كان اللب في حالة مستقرة، فسيكون توليد الطاقة ثابتًا. إذا زاد أحد المتغيرات في المعادلة، يجب أن ينخفض المتغيران الآخران للحفاظ على توليد الطاقة ثابتًا. نظرًا لارتفاع درجة الحرارة إلى القوة 11.8 سيتطلب الأمر تغييرات كبيرة جدًا في تركيز الديوتيريوم أو كثافته حتى يؤدي إلى تغير بسيط في درجة الحرارة. يعكس تركيز الديوتيريوم حقيقة أن الغازات عبارة عن خليط من الهيدروجين العادي والهيليوم والديوتيريوم.
لا تزال الكتلة المحيطة بالمنطقة الإشعاعية غنية بالديوتيريوم، ويستمر اندماج الديوتيريوم في قشرة رقيقة بشكل متزايد تتحرك تدريجياً نحو الخارج مع نمو النواة الإشعاعية للنجم. يؤدي توليد الطاقة النووية في هذه المناطق الخارجية منخفضة الكثافة إلى تضخم النجم الأولي، مما يؤخر الانكماش الثقالي للجسم ويؤجل وصوله إلى النسق الأساسي. إجمالي الطاقة المتاحة عن طريق اندماج الديوتيريوم يمكن مقارنتها مع تلك المنبعثة من انكماش الجاذبية.
بسبب ندرة الديوتيريوم في الكون، فإن إمداد النجم الأولي منه محدود. بعد بضعة ملايين من السنين، سيكون قد تم استهلاكه بشكل فعال.

## في الأجسام شبه النجمية
يتطلب اندماج الهيدروجين درجات حرارة وضغوط أعلى بكثير مما يتطلبه اندماج الديوتيريوم، وبالتالي، هناك أجسام ضخمة بما يكفي لاندماج الديوتيريوم ولكنها ليست ضخمة بما يكفي لاندماج الهيدروجين. تسمى هذه الأجسام بالأقزام البنية، وتتراوح كتلتها بين 13 و 80 ضعف كتلة كوكب المشتري. قد تتألق الأقزام البنية لمائة مليون سنة قبل أن ينفذ مخزونها من الديوتيريوم.
سوف تدمج الأجرام الموجودة فوق الحد الأدنى من كتلة اندماج الديوتيريوم (الكتلة الدنيا لحرق الديوتيريوم، DBMM) كل الديوتيريوم الخاص بها في وقت قصير جدًا (بين 4 - 50 مليون سنة)، في حين أن المكونات الموجودة أدناه ستندمج قليلاً، وبالتالي تحافظ على وفرة الديوتيريوم الأصلية. «إن التحديد الواضح للأجرام القزمة الحرة، أو الكواكب المارقة أسفل حد الكتلة الدنيا لدمج الديوتيريوم قد يشير إلى أن تشكيل الأجرام الشبيهة بالنجوم يمتد أسفل الحد DBMM.» 

## في الكواكب
لقد ثبت أن اندماج الديوتيريوم يمكن أن يتم أيضًا في الكواكب. عتبة الكتلة لبدء اندماج الديوتيريوم فوق النوى الصلبة هي أيضًا عند حوالي 13 كتلة لكوكب المشتري.

## تفاعلات أخرى
على الرغم من أن الاندماج مع البروتون هو الطريقة السائدة لاستهلاك الديوتيريوم، إلا أن تفاعلات أخرى ممكنة. وتشمل هذه الاندماج مع نواة ديوتيريوم أخرى لتكوين الهليوم -3، أو التريتيوم، أو (نادرًا) الهليوم -4، أو مع الهيليوم لتكوين نظائر مختلفة من الليثيوم.

## اقرأ أيضًا
- اندماج نووي
- انشطار نووي
- اندماج الهيدروجين
- مفاعل ويندلشتاين 7 إكس
- ستيلاراتور
- [[* توكاماك فائق التوصيل التجريبي المتقدم]]